# Xiabuji (sockenhuvudort i Kina, Jiangxi Sheng, lat 28,31, long 116,38)
Xiabuji är en sockenhuvudort i Kina. Den ligger i provinsen Jiangxi, i den sydöstra delen av landet, omkring 64 kilometer sydost om provinshuvudstaden Nanchang. Antalet invånare är 24 808. Befolkningen består av 12 201 kvinnor och 12 607 män. Barn under 15 år utgör 27,0 %, vuxna 15-64 år 65 %, och äldre över 65 år 7,0 %.
Runt Xiabuji är det tätbefolkat, med 297 invånare per kvadratkilometer. Närmaste större samhälle är Jinxianxian, 13,3 km nordväst om Xiabuji. Trakten runt Xiabuji består till största delen av jordbruksmark.
Genomsnittlig årsnederbörd är 2 304 millimeter. Den regnigaste månaden är juni, med i genomsnitt 441 mm nederbörd, och den torraste är oktober, med 23 mm nederbörd.